# Wilhelm Frick
Wilhelm Frick (n. 12 martie 1876, Alsenz, Bavaria, Imperiul German – d. 16 octombrie 1946, Nürnberg, Germania) a fost un politician german în timpul celui de-al Treilea Reich, criminal de război, membru din conducerea Partidului nazist, Ministru de Interne al lui Adolf Hitler între 1933 și 1943 și apoi Protector al Boemiei și Moraviei. A avut un rol decisiv în introducerea și aplicarea legislației antisemite, motiv pentru care la Procesele de la Nürnberg de la sfârșitul celui de-al Doilea Război Mondial a fost condamnat și executat pentru crime de război, crime împotriva păcii și crime împotriva umanității.

## Activitatea politică
Frick a fost de profesie avocat. A studiat dreptul la München, Göttingen, Berlin în 1897 - 1900 și a dat doctoratul la  Heidelberg în 1901  absolvite în 1901 . A participat la puciul hitlerist din noiembrie 1923, în timp ce lucra la poliția bavareză, fapt pentru care a fost condamnat la închisoare în 1924.
În 1933 Hitler, care fusese proaspăt numit cancelar, l-a numit Ministru de Interne al Reich-ului, funcție pe care a îndeplinit-o până în 1943, când a fost numit Protector al Protectoratului Boemiei și Moraviei (1943 - 1945)  . În această funcție a supervizat și aprobat jafurile, executarea ostaticilor și alte abuzuri grave care au avut loc până la sfârșitul războiului .
A avut o contribuție importantă la redactarea legilor rasiale care au fost promulgate în Germania. El a fost cel care i-a obligat pe evrei să poarte în piept steaua lui David din pânză galbenă, ca semn distinctiv .
Datorită rolului său în stabilirea legilor rasiste în Germania, Frick a fost inculpat și judecat în Procesele de la Nürnberg din 1945 pentru patru capete de acuzare:
1. . Conjurație;
2. . Crime împotriva păcii;
3. . Crime de război;
4. . Crime împotriva umanității.

A fost singurul dintre inculpați care a refuzat să fie audiat sub jurământ, sustrăgându-se astfel interogatoriului.
Judecătorii l-au găsit vinovat de capetele de acuzare nr. 2, 3 și 4 și, la data de 1 octombrie 1946, l-au condamnat la moarte prin spânzurare, alături de ceilalți criminali de război naziști. Sentința a fost executată la 16 octombrie 1946.

## Finalul

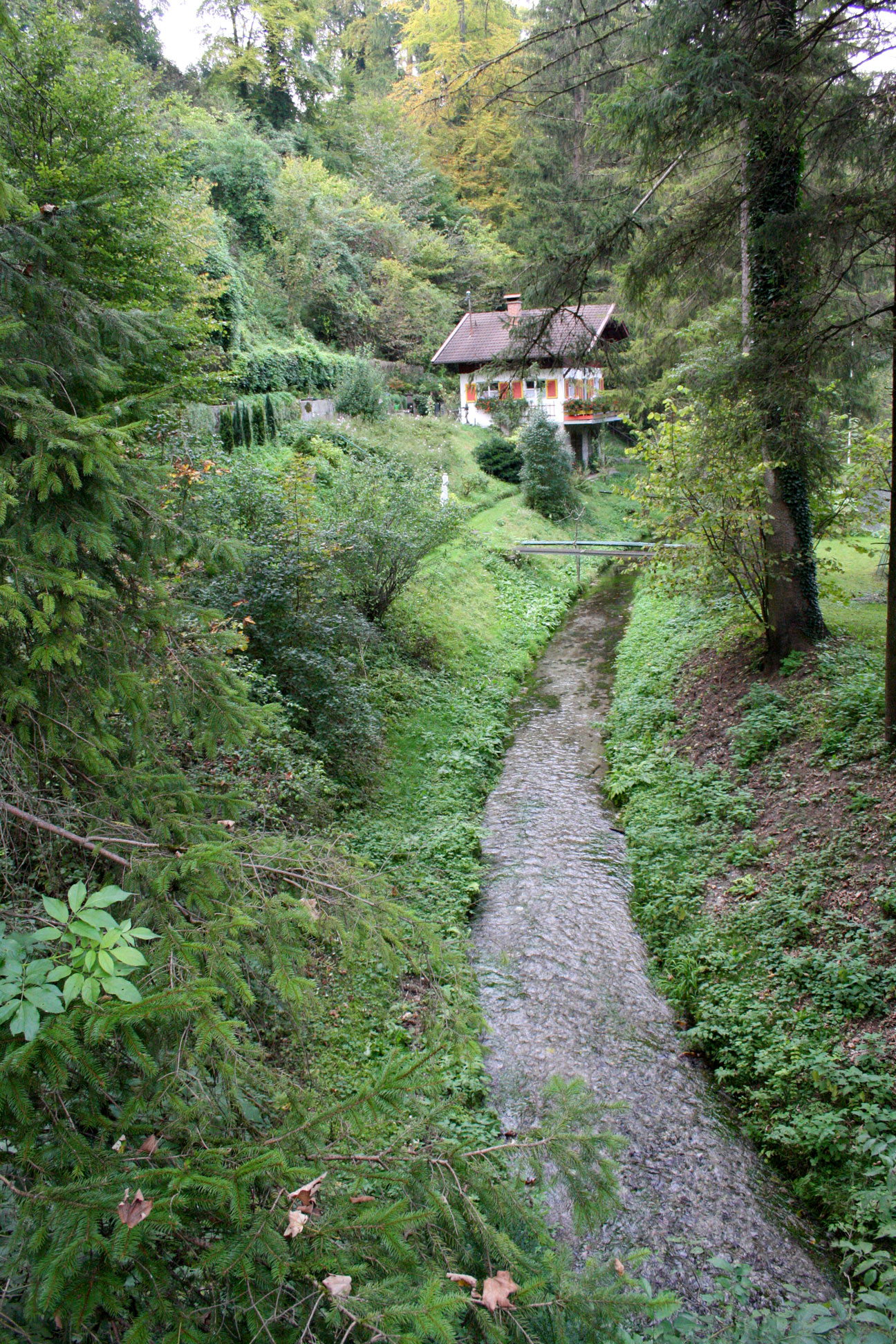
Pȃrȃul Wenzbach (München) în care a fost împrăştiată cenuşa celor 11 inculpaţi

A fost condamnat la moarte, prin spȃnzurare, împreună cu alți 10 inculpați, la procesul din Nürnberg. Execuțiile (duse la împlinire de americanii John C. Woods și Joseph Malta) au avut loc în sala de sport a închisorii din Nürnberg la data de 16 octombrie 1946, între orele 1:00 și 2:57. Cei 10 naziști executați au fost: Hans Frank, Wilhelm Frick, Alfred Jodl, Ernst Kaltenbrunner, Wilhelm Keitel, Joachim von Ribbentrop, Alfred Rosenberg, Fritz Sauckel, Arthur Seyss-Inquart și Julius Streicher. În dimineața zilei de 17 octombrie 1946 trupurile celor 10 executați, împreună cu trupul lui Hermann Göring (care se sinucise cu cianură cu o noapte înainte), au fost transportate cu camioane americane la crematoriul cimitirului estic din München, unde au fost imediat incinerate. Cenușa acestora a fost împrăștiată apoi de ofițeri americani în pârâul Wenzbach (mic afluent de stânga al râului Isar), lângă strada Conwentzstraße din München, spre a nu deveni ulterior loc de pelerinaj pentru extremiști de dreapta.